# Table des caractères Unicode/U10C00
Cette page contient des caractères spéciaux ou non latins. S’ils s’affichent mal (▯, ?, etc.), consultez la page d’aide Unicode.
Table des caractères Unicode U+10C00 à U+10C4F.

## Vieux turc
Utilisés pour l’alphabet de l'Orkhon et l'alphabet de l'Ienisseï.

### Table des caractères
| en fr   | 0 | 1 | 2 | 3 | 4 | 5 | 6 | 7 | 8 | 9 | A | B | C | D | E | F |
| U+10C00 | 𐰀 | 𐰁 | 𐰂 | 𐰃 | 𐰄 | 𐰅 | 𐰆 | 𐰇 | 𐰈 | 𐰉 | 𐰊 | 𐰋 | 𐰌 | 𐰍 | 𐰎 | 𐰏 |
| U+10C10 | 𐰐 | 𐰑 | 𐰒 | 𐰓 | 𐰔 | 𐰕 | 𐰖 | 𐰗 | 𐰘 | 𐰙 | 𐰚 | 𐰛 | 𐰜 | 𐰝 | 𐰞 | 𐰟 |
| U+10C20 | 𐰠 | 𐰡 | 𐰢 | 𐰣 | 𐰤 | 𐰥 | 𐰦 | 𐰧 | 𐰨 | 𐰩 | 𐰪 | 𐰫 | 𐰬 | 𐰭 | 𐰮 | 𐰯 |
| U+10C30 | 𐰰 | 𐰱 | 𐰲 | 𐰳 | 𐰴 | 𐰵 | 𐰶 | 𐰷 | 𐰸 | 𐰹 | 𐰺 | 𐰻 | 𐰼 | 𐰽 | 𐰾 | 𐰿 |
| ------- | - | - | - | - | - | - | - | - | - | - | - | - | - | - | - | - |
| U+10C40 | 𐱀 | 𐱁 | 𐱂 | 𐱃 | 𐱄 | 𐱅 | 𐱆 | 𐱇 | 𐱈 |   |   |   |   |   |   |   |